# Gerardus Johannes Lingeman
Gerardus Johannes Lingeman (Amsterdam, 14 september 1877 – Amsterdam, 25 november 1958) was een Nederlands violist.
Hij was zoon van Henriëtte Dorothée Sophie Koch en muziekleraar Johannes Gerardus Lingeman. Broer Johannes Frederik Lingeman was tussen 1907 en 1914 cellist in het Concertgebouworkest, hij vertrok naar de Verenigde Staten en speelde in het Chicago Symphony Orchestra. Hijzelf was getrouwd met Wilhelmina Elisabeth Ras. Het echtpaar woonde jarenlang aan de Da Costakade 122 Hs. 
Hij kreeg zijn muziekopleiding aan het Conservatorium van Amsterdam. Hij kreeg er les van Frans Coenen, Louis Coenen, Joseph Cramer, Jacques Hartog en Daniël de Lange in viool, piano, muziekgeschiedenis en compositieleer. Hij werd vervolgens eerste violist in het Concertgebouworkest en orkesten te Londen, Brussel, maar trad ook op als solist in Nederland. Hij werd privé-vioolleraar in Amsterdam. 
Hij componeerde enkele liederen en zou ook enkele operettes hebben gecomponeerd.